# The Voice of Germany
The Voice of Germany is een Duitse reality -talentenshow gecreëerd door John de Mol, gebaseerd op het concept The voice of Holland en de internationale serie. Het programma startte op ProSieben op 24 november 2011.

## Fases
- Blind auditions
- Battle rounds
- Sign Offs
- Live shows
- Final

## Presentatie
| Coaches              | Seizoen | Seizoen | Seizoen | Seizoen | Seizoen | Seizoen | Seizoen | Seizoen | Seizoen | Seizoen | Seizoen | Seizoen | Seizoen | Seizoen | Seizoen | Seizoen |
| Coaches              | 1       | 2       | 3       | 4       | 5       | 6       | 7       | 8       | 9       | 10      | 11      | 12      | 13      | 13      | 14      | 15      |
| -------------------- | ------- | ------- | ------- | ------- | ------- | ------- | ------- | ------- | ------- | ------- | ------- | ------- | ------- | ------- | ------- | ------- |
| Stefan Gödde         |         |         |         |         |         |         |         |         |         |         |         |         |         |         |         |         |
| Doris Golpashin      |         |         |         |         |         |         |         |         |         |         |         |         |         |         |         |         |
| Thore Schölermann    |         |         |         |         |         |         |         |         |         |         |         |         |         |         |         |         |
| Lea Gercke           |         |         |         |         |         |         |         |         |         |         |         |         |         |         |         |         |
| Annemarie Carpendale |         |         |         |         |         |         |         |         |         |         |         |         |         |         |         |         |
| Steven Gätjen        |         |         |         |         |         |         |         |         |         |         |         |         |         |         |         |         |
| Melissa Khalaj       |         |         |         |         |         |         |         |         |         |         |         |         |         |         |         |         |

## Coaches
Het eerste seizoen van de show werd uitgezonden op televisie van 24 november 2011 tot 10 februari 2012. De coaches van dienst waren Xavier Naidoo, The BossHoss, Nena en Rea Garvey. Alle coaches keerde voor het 2de seizoen terug. Garvey en Naidoo keerde niet terug voor seizoen 3 en werden vervangen door Max Herre en Samu Haber. In seizoen 4 keerde Rea Garvey terug na 1 seizoen onderbreking. Van het voorgaande seizoen keerde enkel Haber terug die werd bijgestaan door Garvey, Stefanie Kloß en Michi & Smudo. In seizoen 5 werd Haber vervangen door Andreas Bourani. In seizoen 6 was nieuwe coach Yvonne Catterfeld te zien naast Bourani, Michi & Smudo en terugkerende coach Samu Haber die Garvey verving. Seizoen 7 begon met nieuwe coach Mark Forster die Bourani verving. In seizoen 8 keerde Haber niet terug en werd vervangen door Michael Patrick Kelly. In seizoen 9 keerde enkel Mark Forster terug van het voorgaande seizoen. Hij werd bijgestaan door nieuwe coaches Alice Merton en Sido. Coach Garvey keerde terug na 3 seizoenen afwezigheid. 
Voor het 10de seizoen van het programma waren naast Mark Forster en nieuwe coach Nico Santos 2 duo coaches te zien. Rea Garvey vormde samen met Samu Haber een duo. Ook Yvonne Catterfeld en Stefanie Kloß vormde een duo. Voor seizoen 11 werden de 2 duo's vervangen door Sarah Conner en Johannes Oerding. In seizoen 12 keerde oud coaches Stefanie Kloß en Rea Garvey terug. Zij werden bijgestaan door Mark Forster en nieuwe coach Peter Maffay. Voor seizoen 13 keerde geen enkele coach van het voorgaande seizoen terug. 4 nieuwe coaches, Ronan Keating, Giovanni Zarrella, Shirin David en duo Bill & Tom Kaulitz. Voor seizoen 14 werd terug beroep gedaan op ervaren voormalige coaches. Van seizoen 13 keerden geen enkele coach terug. In seizoen 14 keert Samu en Yvonne Catterfeld terug na elk 3 seizoenen afwezigheid. Mark Forster keert terug na 1 seizoen afwezigheid. Ze worden bijgestaan door nieuwe coach Kamrad. In seizoen 15 keert geen enkele coach van het voorgaande seizoen terug, maar 4 voormalige coaches. Rea Garvey keert terug na 2 seizoenen onderbreking. Michi & Smudo na 6 seizoenen. Nico Santos keert na 3 seizoen onderbreking terug en Shirin David keert na 1 seizoen afwezigheid terug. 
| Coach                 | Seasons | Seasons | Seasons | Seasons | Seasons | Seasons | Seasons | Seasons | Seasons | Seasons | Seasons | Seasons | Seasons | Seasons | Seasons |
| Coach                 | 1       | 2       | 3       | 4       | 5       | 6       | 7       | 8       | 9       | 10      | 11      | 12      | 13      | 14      | 15      |
| --------------------- | ------- | ------- | ------- | ------- | ------- | ------- | ------- | ------- | ------- | ------- | ------- | ------- | ------- | ------- | ------- |
| Xavier Naidoo         |         |         |         |         |         |         |         |         |         |         |         |         |         |         |         |
| Rea Garvey *          |         |         |         |         |         |         |         |         |         |         |         |         |         |         |         |
| BossHoss              |         |         |         |         |         |         |         |         |         |         |         |         |         |         |         |
| Nena                  |         |         |         |         |         |         |         |         |         |         |         |         |         |         |         |
| Max Herre             |         |         |         |         |         |         |         |         |         |         |         |         |         |         |         |
| Samu Haber *          |         |         |         |         |         |         |         |         |         |         |         |         |         |         |         |
| Stefanie Kloß °       |         |         |         |         |         |         |         |         |         |         |         |         |         |         |         |
| Michi & Smudo         |         |         |         |         |         |         |         |         |         |         |         |         |         |         |         |
| Andreas Bourani       |         |         |         |         |         |         |         |         |         |         |         |         |         |         |         |
| Yvonne Catterfeld °   |         |         |         |         |         |         |         |         |         |         |         |         |         |         |         |
| Mark Forster          |         |         |         |         |         |         |         |         |         |         |         |         |         |         |         |
| Michael Patrick Kelly |         |         |         |         |         |         |         |         |         |         |         |         |         |         |         |
| Alice Merton          |         |         |         |         |         |         |         |         |         |         |         |         |         |         |         |
| Sido                  |         |         |         |         |         |         |         |         |         |         |         |         |         |         |         |
| Nico Santos           |         |         |         |         |         |         |         |         | C.S.    |         |         |         |         |         |         |
| Michael Schulte       |         |         |         |         |         |         |         |         |         | C.S.    |         |         |         |         |         |
| Johannes Oerding      |         |         |         |         |         |         |         |         |         |         |         |         |         |         |         |
| Sarah Connor          |         |         |         |         |         |         |         |         |         |         |         |         |         |         |         |
| Elif Demirezer        |         |         |         |         |         |         |         |         |         |         | C.S.    |         |         |         |         |
| Peter Maffay          |         |         |         |         |         |         |         |         |         |         |         |         |         |         |         |
| Giovanni              |         |         |         |         |         |         |         |         |         |         |         |         |         |         |         |
| Bill & Tom            |         |         |         |         |         |         |         |         |         |         |         |         |         |         |         |
| Ronan                 |         |         |         |         |         |         |         |         |         |         |         |         |         |         |         |
| Shirin                |         |         |         |         |         |         |         |         |         |         |         |         |         |         |         |
| Kamrad                |         |         |         |         |         |         |         |         |         |         |         |         |         |         |         |

*Rea Garvey en Samu Haber waren in seizoen 10 een duo.
° Stefanie Kloß en Yvonne Catterfeld waren in seizoen 10 een duo.
C.S. Nico Santos was in seizoen 9 Comeback Stage Coach. Michael Schulte was dit in seizoen 10. Elif was dit in seizoen 11.

## Overzicht
| Seizoen | Jaar      | Winnaar                | Winnende Coach   | Presentatie       | Presentatie     | Coaches         | Coaches           | Coaches       | Coaches    | C.S.    |
| ------- | --------- | ---------------------- | ---------------- | ----------------- | --------------- | --------------- | ----------------- | ------------- | ---------- | ------- |
| 1       | 2011-2012 | Ivy Quainoo            | The BossHoss     | Stefan Gödde      | Doris Golpashin | Rea             | Nena              | BossHoss      | Xavier     |         |
| 2       | 2012      | Nick Howard            | Rea Garvey       | Thore Schölermann | Doris Golpashin | Rea             | Nena              | BossHoss      | Xavier     |         |
| 3       | 2013      | Andreas Kümmert        | Max Herre        | Thore Schölermann | Doris Golpashin | Samu            | Nena              | BossHoss      | Max        |         |
| 4       | 2014      | Charley Ann Schutzler  | Michi & Smudo    | Thore Schölermann | Doris Golpashin | Rea             | Michi & Smudo     | Stefanie      | Samu       |         |
| 5       | 2015      | Jamie-Lee Kriewitz     | Michi & Smudo    | Thore Schölermann | Lena Gercke     | Rea             | Stefanie          | Michi & Smudo | Andreas    |         |
| 6       | 2016      | Tay Schmedtmann        | Andreas Bourani  | Thore Schölermann | Lena Gercke     | Samu            | Yvonne            | Michi & Smudo | Andreas    |         |
| 7       | 2017      | Natia Todua            | Samu Haber       | Thore Schölermann | Lena Gercke     | Mark            | Michi & Smudo     | Yvonne        | Samu       |         |
| 8       | 2018      | Samuel Rösch           | Michael Patrick  | Thore Schölermann | Lena Gercke     | Michael Patrick | Michi & Smudo     | Yvonne        | Mark       |         |
| 9       | 2019      | Claudia E. Santoso     | Alice Merton     | Thore Schölermann | Lena Gercke     | Mark            | Alice             | Sido          | Rea        | Nico    |
| 10      | 2020      | Paula Dalla Corte      | Samu & Rea       | Thore Schölermann | Lena Gercke     | Mark            | Yvonne & Stefanie | Nico          | Samu & Rea | Michael |
| 11      | 2021      | Sebastian Krenz        | Johannes Oerding | Thore Schölermann | Lena Gercke     | Mark            | Nico              | Sarah         | Johannes   | Elif    |
| 12      | 2022      | Anny Ogrezeanu         | Mark Forster     | Thore Schölermann | Melissa Khalaj  | Rea             | Stefanie          | Peter         | Mark       |         |
| 13      | 2023      | Malou Lovis Kreyelkamp | Bill & Tom       | Thore Schölermann | Melissa Khalaj  | Giovanni        | Bill & Tom        | Shirin        | Ronan      |         |
| 14      | 2024      | Jennifer Lynn          | Samu Haber       | Thore Schölermann | Melissa Khalaj  | Samu            | Yvonne            | Kamrad        | Mark       |         |
| 15      | 2025      |                        |                  | Thore Schölermann | Melissa Khalaj  | Rea             | Michi & Smudo     | Shirin        | Nico       |         |